# Las pirañas aman en cuaresma
Las pirañas aman en cuaresma es una película mexicana dirigida por Francisco del Villar, basada en la novela homónima de Hugo Arguelles. Fue estrenada en 1969, protagonizada por Isela Vega y Ofelia Medina.

## Argumento
Aminta (Ofelia Medina) vive en una islita con su madre, Eulalia "Lala" Portela (Isela Vega), una mujer madura, pero atractiva que ha quedado viuda recientemente. El marido de Lala murió devorado por un tiburón. Las dos mujeres venden pescado a algunos intermediarios, que se aprovechan de la ocasión para intentar acercarse a ellas, insinuando que las chicas que trabajan en la empacadora cercana harían cualquier cosa por unos pesos. No obstante, las mujeres se consideran a ellas mismas como pobres pero honradas. Lala cría a un tiburón al que llaman "Lucho", que resultó ser hembra y ha tenido crías. Ellas le dan de comer las tripas de algunos pescados.
Aminta, a escondidas de su madre, posa desnuda para su amante, Raúl (Julio Alemán), un pintor local. Lala gana una pelea con una mujer (Julia Marichal) que está celosa de su éxito con los hombres. De regreso a casa, las crías de tiburón han sido devoradas por depredadores. La madre dice a la hija que ella sí será capaz de proteger a su hija.
Sin embargo, Chevo (Gonzalo Vega), un pescador local hace un regalito a Aminta a cambio de verla cuando su mamá no esté. Al final, Aminta lo rechaza. Al intentar recuperar su regalo, Aminta grita a su madre. Lala aparece y dispara a Chevo. Lala le dice que todos los machos son egoístas. Los hombres de la localidad rumorean sobre ellas, diciendo que Lala no respetaba ni un ápice al borracho de su difunto marido.
Lala quiere poner un negocio de comida en el puerto. Solo necesita seis meses más y conseguirá el dinero suficiente para poner un puesto discreto. Aminta es más ambiciosa: quiere divertirse, ir al cine en la Ciudad de México y tener su propio negocio de modas. Esa noche, el ruido de las gaviotas no deja dormir a Aminta, que acaba durmiendo en la misma cama que su madre. Raúl está a poco de acabar el encargo que le había hecho la empacadora. Raúl pregunta a un vecino sobre los rumores acerca de la muerte del marido de Lala. Muchos sospechan que él no cayó "accidentalmente" al mar.
Lala y Aminta se sienten más seguras de que la tiburona esté cerca, aunque ya las crías se hayan independizado. Comentan que la tiburona se comió parte del cadáver del difunto marido. Cada vez, Lala tiene más necesidad de irse del pueblo, sobre todo cuando su hija le menciona que en el pueblo ya les llaman "las pirañas".
Raúl  visita la isla en medio de la noche. De repente, finge estar herido. Aminta acude. Aminta lo cura, e intuye que él lo que quiere es besarla. Raúl dice que él oyó la fama de las "pirañas" y que tuvo curiosidad. Aminta propone que él se quede unos días curándose. Al final, Raúl conquista a Lala ofreciéndole algo de dinero. Lala, de mala gana, decide que él puede quedarse a pintar, pero no quiere que se acerque a su hija bajo ningún concepto. Él le pregunta por qué es tan áspera, pero ella no contesta, manejando el hacha como si fuera una amenaza, con rabia. Lala no es tonta, y sabe que él no tiene nada. Le pregunta a Aminta por qué le importa a ella. Madre e hija reconocen que él es muy guapo. La madre espera que si Raúl habla al resto de los habitantes del pueblo de cómo son ellas realmente, todos empezarán a respetarlas más, aunque la hija es escéptica a ese respecto. Aminta insinúa algo entre las frases de la conversación, que podría entenderse como una admisión respecto a la muerte de su padre. Lala reconoce que Aminta fue lo único que le importó desde que ella nació.
Raúl se pone a arreglar la valla trasera, pero al hablar con Aminta, se da cuenta de que puede ser tan dura como su madre, lo que lo desorienta. Él le dice a Lala que es preciosa. Raúl se ducha y Aminta lo mira con curiosidad.
Aminta y Raúl comparten el gusto por la pintura. Aminta se va, dejando a Raúl solo en su intento de seducir a Lala. Se van a un sitio discreto, mientras Aminta se queda abrazada a la chaqueta amarilla del hombre. Aminta se da cuenta de que Lala y Raúl están juntos, lo que la desespera.
Los tres siguen conviviendo en la isla. Aminta habla con Raúl, celosa de su madre. Raúl le dice que Lala lo buscó a él, dice que fue solo algo sexual, pero a quien realmente ama es a ella. Lala habla con su hija mientras están destripando un pescado. Ella reconoce que solo lo está usando sexualmente, y le desea que ella sí conozca el amor.
Lala está siempre recordándole a Raúl que él está solo de paso. Él le propone estar juntos y gastar su dinero en ella. Lala le dice que los hombres no respetan a las mujeres cuando se emborrachan. Un romántico paseo en barca que él paga, se estropea porque a ella, esa zona le recuerda su primer paseo con su marido. Ella le pide que se case con ella, pero él se niega. Si él se niega, tendrá que irse. Él, al final, reconoce que con quien le gustaría casarse es con Aminta. Ella exige que se lo pida en cuanto lleguen a casa. 
Aminta le dice a Raúl que ella vio el accidente de su padre, Lucio, y se echa a llorar. Raúl le propone a Aminta no solo casarse, sino escaparse juntos, ya que si se quedan, Lala nunca los dejará en paz, y querrá "compartirlo" con su hija. Raúl le pide a Aminta que robe el dinero que Lala tiene ahorrado, porque a él se le está acabando. Al día siguiente, Lala vigila a Raúl y su hija que están trabajando. Aminta coge el dinero, pero Raúl se queja de que es poco. Aminta parece sospechar algo, pero él la convence de todo.
Sin embargo, Aminta se da cuenta de la verdad, porque oye hablar, a su madre y a Raúl. Le echa algo en la bebida a Raúl. Él sufre muchísimo. Las dos lo miran fríamente arrastrarse por el suelo. Al final, él muere entre terribles dolores. Lala parece la más escandalizada. Aminta arrastra el cadáver y va a echarlo al tiburón.
Lala descubre sangre falsa en las sábanas. Ella sale con una escopeta, pero no dispara. Aminta se pone a hablar con Raúl, que le promete casarse con ella. Primero, Raúl le pide que lo desate, para ayudarle a remar; pero se asusta cuando Aminta le dice que su madre debe estar esperando solo a que los dos estén a tiro. Aminta se da cuenta de que Raúl es culpable y orgulloso. Ella reconoce que su madre tiró a su padre a los tiburones después de que abusara de ella sexualmente, y entonces, acaba reconociendo que todos los hombres son unos cerdos. Todavía atado, Aminta tira a Raúl al agua.
Al amanecer, vestidas de luto, las dos mujeres vuelven al pueblo. Todos los hombres las miran con un desaprobador silencio.
Las rodean con sus barcas, acusándolas. Ellas intentan no hacer caso. La madre murmura que la mar está en calma. La hija llama a su madre "mi capitana".
Las barcas se acercan a ellas amenazadoramente, cerrándoles el paso...

## Reparto
- Isela Vega ... Lala
- Ofelia Medina ... Aminta
- Julio Alemán ... Raúl
- Gonzalo Vega ... Chevo
- Luis Aragón  ... Coronado
- Julia Marichal ... Mujer del mercado
- Macaria ... Amante de Raúl